# Новопетровка (Новосибирская область)
Новопетровка — упразднённый посёлок в Искитимском районе Новосибирской области. На момент упразднения входил в состав Гилёвского сельсовета. Исключен из учётных данных в 1979 году.

## География
Посёлок располагался на правом берегу реки Голая вместе впадения в нее реки Каменушка, в 6,5 км (по прямой) к юго-востоку от села Новолокти.

## История
Посёлок был основан в 1910 году. В 1928 году посёлок Ново-Петровский состоял из 88 хозяйств. В административном отношении входил в состав Михайловского сельсовета Черепановского района Новосибирского округа Сибирского края.
Решением Новосибирского облисполкома № 679 от 27.09.1979 года посёлок исключен из учётных данных.

## Население
По переписи 1926 г. в поселке проживал 471 человек (241 мужчина и 230 женщин), основное население — украинцы